# Klîn, Verhnodniprovsk
Klîn (în ucraineană Клин) este un sat în comuna Hannivka din raionul Verhnodniprovsk, regiunea Dnipropetrovsk, Ucraina.

## Demografie
Componența lingvistică a localității Klîn
     Ucraineană (93,33%)
     Rusă (6,67%)
Conform recensământului din 2001, majoritatea populației localității Klîn era vorbitoare de ucraineană (93,33%), existând în minoritate și vorbitori de rusă (6,67%).